# القمر فوق مانيفست
القمر فوق مانيسفت هي رواية أطفال صدرت عام 2010 للكاتبة الأمريكية كلير فاندربول. حصلت الرواية على جائزة نيوبيري لعام 2011 للتميز في أدب الأطفال، وجائزة سبير لأفضل رواية غربية للأحداث،  كما حصلت على لقب كتاب كانساس المميز. تحكي القصة عن فتاة شابة ومغامرة تُدعى أبيلين أرسلها والدها إلى مانيفست بولاية كانساس في صيف عام 1936  تُشير ملاحظة المؤلفة في نهاية الرواية إلى أن مدينة مانيفست الخيالية بولاية كانساس مبنية على مدينة فرونتيناك الحقيقية بولاية كانساس. 

## الاستقبال
استقبلت رواية القمر فوق مانيفست بشكل إيجابي. وصفها موقع  تقييمات كيركس بأنها "غنية بالتفاصيل ومكتوبة بشكل رائع  " بينما رأت مجلة بابليشرز ويكلي  "بأنها قصة لا تُنسى عن بلوغ سن الرشد ومليئة بالتفاصيل والمفاجآت التاريخية مع إلقاء نظرة ثاقبة على الأسرة والمجتمع".  وصفتها شركة كومن سينس ميديا بأنها "قصة قوية تبعث على الحنين إلى الماضي".  في حين وجدت بوكليست أنها "مثل مص قطعة من الحلوى ناعمة وحلوة." قالت   مجلة سكول لايبراري جورنال  إن متعة التقليب بين صفحات القمر فوق مانيسفت هي الفائز الأكيد.

## الروابط الخارجية
- معاينة كتب جوجل لكتاب Moon Over Manifest
- LearningBooks.net صوت المؤلف يشارك بعض الإلهام للكتاب
- تحليل تعقيد النص من قبل إدارة التعليم العام في ولاية ويسكونسن
- 5 أسئلة مع... كلير فاندربول على Moon Over Manifest وكتابها الجديد Navigating Early

| الجوائز         | الجوائز                               | الجوائز         |
| --------------- | ------------------------------------- | --------------- |
| سبقه {{{سبقه}}} | Newbery Medal recipient {{{الأعوام}}} | تبعه {{{تبعه}}} |